# Jonas Rehnberg
Jonas Erik Rehnberg, född 27 juni 1958, är en svensk författare.
Rehnberg har skrivit boken Stockholm School of Economics, The first 100 years, en monografi utgiven 2009 på Informationsförlaget i Stockholm. Boken skildrar Handelshögskolan i Stockholms historia från högskolans grundande 1909 till 100-årsjubileet 2009.
Rehnberg har även skrivit Femtio år av forskningsfinansiering, Jan Wallanders och Tom Hedelius stiftelse, Tore Browaldhs stiftelse, 1961–2011, baserad på intervjuer med Bo Damberg och professorerna Hans Tson Söderström vid Handelshögskolan i Stockholm och Lars Engwall vid Uppsala universitet. Boken är en historik över Handelsbanksstiftelserna Jan Wallanders och Tom Hedelius stiftelse och Tore Browaldhs stiftelse, som bland annat under perioden 2003–2009 beräknas ha stått för mer än hälften av alla de medel som olika stiftelser och forskningsråd ställt till den samhällsekonomiska forskningens förfogande i Sverige.